# Spiridon Plaskowitis
Spiridon (Spiros) Plaskowitis, oryginalnie Plaskasowitis (gr. Σπυρίδων (Σπύρος) Πλασκοβίτης; ur. 13 lipca 1917 w Korfu, zm. 7 października 2000) – grecki polityk, prawnik, pisarz i publicysta, parlamentarzysta krajowy, od 1981 do 1989 posłanka do Parlamentu Europejskiego I i II kadencji.

## Życiorys
Urodził się na wyspie Korfu, ale w 1931 przeprowadził się do Aten. W 1939 ukończył prawo na Uniwersytecie Narodowym im. Kapodistriasa w Atenach, studiował także w Paryżu. W trakcie II wojny światowej działał w ruchu oporu. Od początku lat 40. pracował jako dziennikarz i urzędnik w ministerstwie komunikacji, praktykował także jako prawnik. W latach 1951–1977 był sędzią Rady Stanu, najwyższego sądu administracyjnego. W czasach junty czarnych pułkowników działał w organizacji opozycyjnej Dimokratiki Amina, został usunięty z Rady Stanu, a od 1968 do 1973 uwięziony. Jednocześnie działał jako pisarz, debiutując w 1947 na łamach gazety „Nea Estia”. Opublikował co najmniej siedem książek (głównie nowel i opowiadań), za które w 1961 i 1980 otrzymywał nagrody państwowe. Kilka z nich przetłumaczono na języki europejskie. Pisał też artykuły prasowe.
Zaangażował się w działalność polityczną w ramach Ogólnogreckiego Ruchu Socjalistycznego. W kadencji 1977–1981 zasiadał w Parlamencie Hellenów. W 1981 i 1984 wybierany posłem do Parlamentu Europejskiego, od 1984 do 1987 był jego wiceprzewodniczącym. Przystąpił do Partii Socjalistów, od 1982 do 1986 należąc do jej prezydium. Został członkiem m.in. Komisji ds. Kwestii Politycznych oraz Komisji ds. Młodzieży, Kultury, Edukacji, Informacji i Sportu. Po odejściu z PE działał w organizacjach kulturalnych i związku zawodowym pisarzy, zaś od 1995 do 1999 kierował krajową instytucją promującą czytelnictwo. Zmarł wskutek nowotworu.